# Автомагістраль A15 (Нідерланди)
Автомагістраль A15 (Rijksweg 15) — це набір двох, автомагістралей у Нідерландах, A15 і A18.

## З'єднання між A15 і A18
Згідно з урядовими планами, A15 і A18 разом мали бути однією довгою автострадою від гавані Європорт поблизу Роттердама до міста Варсевельд на сході країни. Однак ділянка між розв'язкою Рессен і Зевенаар не була добудована. Щоб не плутати водіїв, східній частині дороги дали інший номер: А18. У 2018 році уряд Нідерландів оголосив про плани подовжити A15 на 12 км від A325 на південь від Арнема до A12 на північний захід від Зевенаара як платна автомагістраль, яка забезпечить сполучення з A18; A12 також буде розширено від Вестерворта до розв'язки Oud-Dijk з A18, а новий виїзд Зевенаар-Схід буде побудований замість існуючого виїзду з Зевенаара. Будівництво прибудови почалося в 2019 році і планується завершити між 2021 і 2023 роками. Незрозуміло, чи буде маршрут A18 перенумерований на A15 після з’єднання з A12.

## Розділ A15 (та N15)
Крайня західна частина дороги, між Maasvlakte і виїздом 8, офіційно не є Autosnelweg (автомагістраль), і тому відома як N15. Однак вона має більшість характеристик автомагістралі, наприклад центральний бар’єр і жорстке узбіччя, поки вона не перетинає Колорадовег на Маасвлакте. Починаючи з виїзду 8, дорога стає офіційною автострадою під назвою A15. Разом із залізничною лінією Бетюве, яка проходить паралельно на кількох ділянках, A15 є основним транспортним коридором від порту Роттердам на схід.

### Реконструкційні роботи
У 2010 році автомагістраль A15 поблизу Роттердама була розширена між виїздом Брілле і розв'язкою Vaanplein. До західної частини, між Брілле та Спейкеніссе, буде додано по одній смузі в кожному напрямку, що зробить дорогу 2x3. Що стосується східної частини ділянки, між Спейкеніссе та прехрестям Ваанплейн, поточну дорогу 2x3 було оновлено до дороги з 2x5 смугами. Комплексний проект у цій високопромисловій частині Роттердама спричинив значні збитки у 103 мільйони євро одному з головних підрядників проекту "Ballast Nedam", у 2014 році.

## Розділ A18 (і N18)
Автомагістраль A18 – коротка, лише 5 з’їздів і 20 кілометрів. Західна кінцева станція, пересадка Oud-Dijk, може використовуватися лише для транспорту до та із західної частини A12. Рух до/з A12 на схід від цієї розв’язки (швидше за все, з німецької дороги BAB 3) повинен буде використовувати місцеві дороги, щоб дістатися з A18 на A12 або навпаки.
Після східної кінцевої зупинки поблизу Варссевельда дорога № 18 продовжує працювати як регіональна шосе, тому називається N18. Ця дорога проходить повз міста Харревельд, Ліхтенворде, Грунло та Айберген на шляху до міста Енсхеде.